# World Games 2017/Trampolinturnen
Bei den World Games 2017 wurden vom 24. bis 26. Juli 2017 insgesamt sechs Wettbewerbe im Trampolinturnen durchgeführt.

## Wettbewerbe und Zeitplan
| Wettbewerbe      | Juli | Juli | Juli |
| Damen            | 24.  | 25.  | 26.  |
| ---------------- | ---- | ---- | ---- |
| Synchronspringen |      |      |      |
| Tumbling         |      |      |      |
| Doppelmini       |      |      |      |
| Herren           | 24.  | 25.  | 26.  |
| Synchronspringen |      |      |      |
| Tumbling         |      |      |      |
| Doppelmini       |      |      |      |

|  | Qualifikation |  | Finale |

## Ergebnisse

### Damen

#### Synchronspringen
| Platz | Land | Sportlerinnen                             | Punkte |
| ----- | ---- | ----------------------------------------- | ------ |
| 1     | UKR  | Nataliia Moskvina Svitlana Malkova        | 48,100 |
| 2     | AZE  | Sviatlana Makshtarova Veronika Zemlianaia | 46,250 |
| 3     | NLD  | Tara Fokke Carlijn Blekkink               | 46,200 |
| 4     | RUS  | Susana Kochesok Anna Kornetskaya          | 45,150 |
| 5     | JPN  | Chisato Doihata Reina Satake              | 39,400 |
| 6     | USA  | Nicole Ahsinger Calre Johnson             | 13,900 |

#### Tumbling
| Platz | Land | Sportlerin         | Punkte |
| ----- | ---- | ------------------ | ------ |
| 1     | CHN  | Jia Fangfang       | 72,400 |
| 2     | RUS  | Anna Korobeinikova | 71,200 |
| 3     | GBR  | Lucie Colebeck     | 71,000 |
| 4     | BEL  | Tachina Peeters    | 69,200 |
| 5     | CAN  | Jordan Sugrim      | 65,300 |
| 6     | FRA  | Marie Deloge       | 64,700 |

#### Doppelmini-Trampolin
| Platz | Land | Sportlerin       | Punkte |
| ----- | ---- | ---------------- | ------ |
| 1     | USA  | Paige Howard     | 71,400 |
| 2     | CAN  | Tamara O’Brien   | 71,000 |
| 3     | SWE  | Lina Sjöberg     | 70,000 |
| 4     | NZL  | Bronwyn Dibb     | 69,700 |
| 5     | RSA  | Bianca Zoonekynd | 69,000 |
| 6     | GBR  | Kirsty Way       | 68,700 |

### Herren

#### Synchronspringen
| Platz | Land | Sportler                            | Punkte |
| ----- | ---- | ----------------------------------- | ------ |
| 1     | CHN  | Tu Xiao Dong Dong                   | 51,250 |
| 2     | UKR  | Mykola Prostorow Dmytro Byedyevkin  | 51,200 |
| 3     | JPN  | Takato Nakazono Yamato Ishikawa     | 50,550 |
| 4     | FRA  | Josuah Faroux Alan Bouattou         | 50,250 |
| 5     | USA  | Jeffrey Gluckstein Aliaksei Shostak | 49,150 |
| 6     | DNK  | Benjamin Kjær Lucas Andrea Cheung   | 47,650 |

#### Tumbling
| Platz | Land | Sportler           | Punkte |
| ----- | ---- | ------------------ | ------ |
| 1     | CHN  | Zhang Luo          | 75,100 |
| 2     | USA  | Austin Nacey       | 73,300 |
| 3     | RUS  | Maxim Shlyakin     | 72,700 |
| 4     | CAN  | Jonathon Schwaiger | 72,200 |
| 5     | AZE  | Mikhail Malkin     | 67,200 |
| 6     | DNK  | Anders Wesch       | 67,000 |

#### Doppelmini-Trampolin
| Platz | Land | Sportler             | Punkte |
| ----- | ---- | -------------------- | ------ |
| 1     | RUS  | Mikhail Zalomin      | 76,600 |
| 2     | USA  | Alexander Renkert    | 73,700 |
| 3     | POR  | Diogo Carvalho Costa | 73,100 |
| 4     | CAN  | Jonathon Schwaiger   | 72,600 |
| 5     | GBR  | Andrew Houston       | 71,500 |
| 6     | ESP  | Daniel Pérez         | 64,200 |

## Medaillenspiegel
| Medaillenspiegel | Medaillenspiegel       | Medaillenspiegel | Medaillenspiegel | Medaillenspiegel | Medaillenspiegel |
| Platz            | Land                   | G                | S                | B                | Gesamt           |
| ---------------- | ---------------------- | ---------------- | ---------------- | ---------------- | ---------------- |
| 01               | Volksrepublik China    | 3                | −                | −                | 3                |
| 02               | Vereinigte Staaten     | 1                | 2                | −                | 3                |
| 03               | Russland               | 1                | 1                | 1                | 3                |
| 04               | Ukraine                | 1                | 1                | −                | 2                |
| 05               | Aserbaidschan          | −                | 1                | −                | 1                |
| 05               | Kanada                 | −                | 1                | −                | 1                |
| 07               | Japan                  | −                | −                | 1                | 1                |
| 07               | Niederlande            | −                | −                | 1                | 1                |
| 07               | Portugal               | −                | −                | 1                | 1                |
| 07               | Schweden               | −                | −                | 1                | 1                |
| 07               | Vereinigtes Königreich | −                | −                | 1                | 1                |
| Total            | Total                  | 6                | 6                | 6                | 18               |